# Володимир (Ющак)
Володи́мир Юща́к (світське ім'я Роман; пол. Włodzimierz Roman Juszczak; 19 липня 1957, Лігниця, тепер Нижньосілезьке воєводство, Польща) — єпископ Вроцлавсько-Ґданський (1999–2020), а після зміни назви єпархії 25 листопада 2020 року — єпископ Вроцлавсько-Кошалінський Української греко-католицької церкви, василіянин.

## Біографія
Роман Ющак народився 19 липня 1957 року в Лігниці (Польща) в українській родині. Його батько — Василь Ющак, — коли йому було кільканадцять років, у результаті акції «Вісла» був разом з батьками виселений з Лемківщини з с. Боднарка, біля Горлиць, в Зеленогірське воєводство. Мати — Іванна (уроджена Телесницька) — у 1946 році виїхала з батьками з с. Березка, біля Бірчі, до Німеччини.
Закінчив початкову школу в 1972 p. у с. Росохата і того ж року розпочав навчання в Українському ліцеї в Лігниці.
31 серпня 1976 p. вступив до Василіянського Чину, в якому прийняв чернече ім'я Володимир. Новіціят проходив у Варшавському василіянському монастирі під духовним керівництвом о. Йосафата Романика, ЧСВВ.
У 1983 p. закінчив філософсько-богословські студії у Варшавській вищій духовній семінарії.
Довічні монаші обіти склав 1 травня 1983 p.
Пресвітерські свячення отримав 28 травня 1983 p. із рук римо-католицького митрополита Вроцлавського Генрика кардинала Ґульбіновича.
Після свячень працював душпастирем у новозаснованій парафії в Бартошицях та в діючій від 1957 p. парафії в Асунах (Ольштинщина). Від 1985 p. о. Володимир додатково прийняв обслугу парафії в с. Остре Бардо.
У 1984 p. розпочав студії в Академії католицької теології у Варшаві на факультеті церковного права, а в 1990 p. здобув ступінь ліценціату.
З 1989 p. виконував обов'язки маґістра новіціату та префекта василіянських братів-студентів.
У 1993 p. переведений до монастиря отців василіян у Венґожеві, де виконував обов'язки пароха та декана Ольштинського деканату.
У 1994 p. переймає обов'язки протоігумена василіянської Провінції у Польщі, одночасно виконує також обов'язки пароха у Варшаві.
24 квітня 1999 p. Папа Римський Іван Павло II призначив його єпископом Вроцлавсько-Ґданської єпархії Української греко-католицької церкви у Польщі. Єпископська хіротонія відбулася 19 червня 1999 р. у Вроцлаві. Головним святителем був митрополит Перемишльсько-Варшавський Іван Мартиняк, а співсвятителями — апостольський екзарх у Франції та країнах Бенілюксу владика Михаїл Гринчишин, ЧНІ, та екзарх Києво-Вишгородський владика Василій Медвіт, ЧСВВ.
У 2002–2007 роках єпископ Володимир Ющак був членом Постійного Синоду УГКЦ, а в 2006–2011 роках був членом Синодального трибуналу.
З 25 листопада 2020 року в зв'язку із утворенням нової єпархії Ольштинсько-Ґданської і перейменування дотеперішньої Вроцлавсько-Ґданської на Вроцлавсько-Кошалінську — єпископ Вроцлавсько-Кошалінський.

## Єпископський герб
На щиті, розділеному на три вертикальні частини, зображено символічні зображення Воздвиження Чесного Хреста Господнього і св. священномученика Йосафата (під їх покровительством була створена Вроцлавсько-Ґданська єпархія). Третій мотив, посередині, — це василіянський палаючий стовп, що є головним елементом герба Василіанського Чину, членом якого є владика Володимир. Хрест синього кольору зображений на жовтому тлі, а вогняний стовп жовтого кольору — на синьому тлі, що пригадує про українське походження єпископа. Чотири сходинки під хрестом символізують свідчення чотирьох євангелістів. Єпископський жезл у правій частині герба символізує св. Йосафата, червона барва жезла — його мученицьку смерть, чотири поперечні смуги нав'язують до смуг на омофорах руських єпископів.
Щит розміщений на візантійській єпископській мантії. Над щитом зображено єпископські відзнаки: митру і перехрещені жезл і хрест. Над гербом видніється традиційний єпископський капелюх, що зображається на гербах всіх католицьких єпископів. Він зеленого кольору з шістьма китицями того ж кольору з кожного боку.
Під гербом розміщено єпископський девіз владики Володимира: «Вгору піднесім серця!», що походить з візантійської Літургії.

## Нагороди
За значний внесок у розвиток польсько-українських взаємин, популяризації та поширення традиції і культури України, історичних знань про Україну в Польщі, а також підкріплення авторитету України у світі президент України В. Ющенко нагородив єпископа Володимира Ющака орденом «За заслуги» III ступеня. Вручення нагороди відбулося 22 січня 2010 р.